# Simone Thomalla

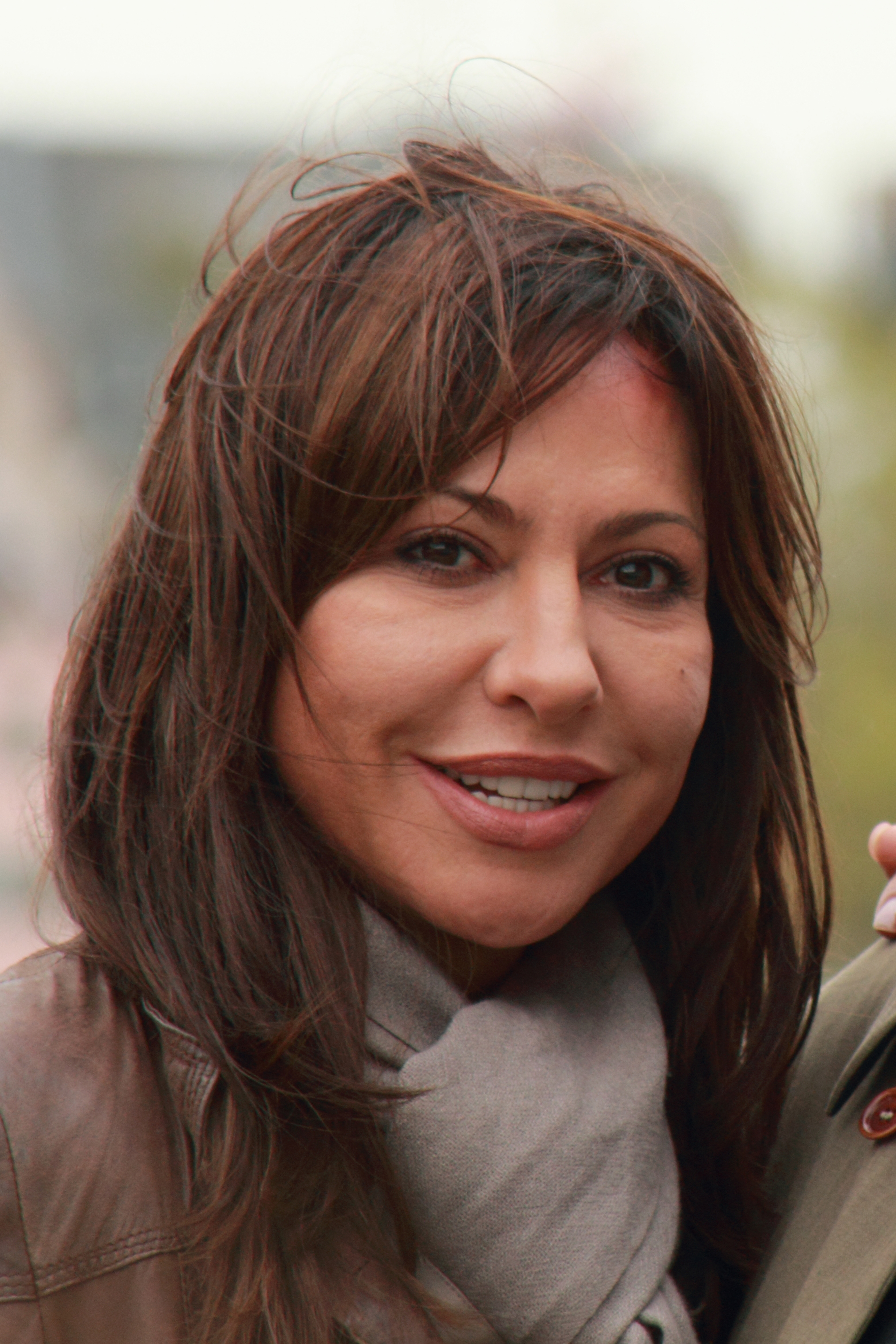
Simone Thomalla, 2011

Simone Thomalla (* 11. April 1965 in Leipzig) ist eine deutsche Schauspielerin, Sängerin und Hörbuchsprecherin. Ihren Durchbruch hatte sie als Lehrmädchen Monika Helmholtz in dem Mehrteiler Durchreise – Die Geschichte einer Firma. Einem breiten Publikum wurde sie als Leipziger Tatort-Kommissarin Eva Saalfeld bekannt. Weitere Bekanntheit erlangte sie als Dorfhelferin Katja Baumann in der ZDF-Fernsehserie Frühling.

## Leben
Simone Thomalla ist die Tochter des Filmarchitekten Alfred Thomalla und des Fotomodells Erika Thomalla.
1988 lernte sie den Theaterschauspieler André Vetters kennen, mit dem sie von 1991 bis 1995 verheiratet war. 1989 ging aus dieser Beziehung ihre gemeinsame Tochter Sophia hervor. Von 1995 bis 1999 war sie mit dem Schauspieler Sven Martinek liiert und von 2000 bis Anfang 2009 lebte sie in Gelsenkirchen mit dem Fußballmanager Rudi Assauer zusammen. Mit ihm drehte sie Werbespots für die Veltins-Brauerei. Für ihren Spot Überraschung erhielten sie 2006 in der Kategorie Bester Werbespot mit Prominenten die Goldene Kamera. Außerdem traten sie regelmäßig zusammen in der Spielshow Typisch Frau – Typisch Mann bei RTL auf.
Von 2009 bis 2021 war Thomalla mit dem Handballnationalspieler Silvio Heinevetter liiert, von 2022 bis März 2023 mit dem DJ Nicolino Hermano.
Zugunsten von UNICEF engagiert sie sich für das Benefiz-Projekt Prominence for Charity. 2010 stand sie für die Februar-Ausgabe des Playboy vor der Kamera. Im Playboy vom Oktober 2015 mit dem Titel Deutschlands 25 schönste Stars war sie zusammen mit ihrer Tochter auf dem Cover.

## Karriere
Simone Thomalla, die in Potsdam aufwuchs, wollte ursprünglich Pianistin werden, studierte aber dann an der Hochschule für Schauspielkunst „Ernst Busch“ Berlin, wo sie an der Musikspezialklasse teilnahm.
Ihr Filmdebüt hatte sie 1982 als Franziska Lammertin an der Seite von Reimar Johannes Baur und Irma Münch in dem DDR-Fernsehfilm Abgefunden. 1986 sang sie in der DDR-Pop-Band Jessica als Backgroundsängerin.
Ihr Bühnendebüt gab Thomalla 1987 am Metropol Theater Berlin im Rockmusical Rosa Laub. In den zwei Folgejahren stand sie am Theater Junge Generation unter anderem in Friedrich Schillers Kabale und Liebe und Frank Wedekinds Frühlings Erwachen auf der Bühne.
In der DEFA-Filmsatire Zwei schräge Vögel (1989) war sie in der Rolle der Petra Anschütz zu sehen. In den 1990er Jahren hatte sie in mehreren Fernsehserien feste Rollen. 1991 spielte sie unter der Regie von Ulrich Thein in der DFF-Serie Agentur Herz als junge Schauspielerin Karin eine der durchgehenden Hauptrollen. Von 1993 bis 1997 war sie an der Seite von Wolfgang Fierek in der Sat.1-Serie Ein Bayer auf Rügen als Serientochter Hanna Gernrich in der Hauptrolle zu sehen; in der ZDF-Serie Unser Lehrer Doktor Specht spielte sie von 1993 bis 1995 die Rolle der Regine Holle. Ihren Durchbruch hatte Thomalla 1993 als Lehrmädchen Monika Helmholtz in der sechsteiligen ZDF-Miniserie Durchreise – Die Geschichte einer Firma. 1996 bekam sie mit Mona M. – Mit den Waffen einer Frau eine eigene Fernsehserie; in ihr verkörperte sie die Titelfigur der Staatsanwältin Mona Morena. Von 1997 bis 1999 verkörperte sie in der Fernsehreihe Ärzte eine Kinderärztin. Zudem war sie in den Tatort-Folgen Berliner Weiße (1998) und Bienzle und die blinde Wut (1999) zu sehen.
In den 2000er Jahren spielte Thomalla vermehrt in Fernsehfilmen mit. Nur noch vereinzelt sah man sie in Episodenrollen von Fernsehserien, unter anderem in Der letzte Zeuge, Siska, Der Alte, Alarm für Cobra 11 – Die Autobahnpolizei und Der Bulle von Tölz. In dem Erotikdrama Anna H. – Geliebte, Ehefrau und Hure war sie neben Doreen Jacobi und Thure Riefenstein zu sehen, an der Seite von Sascha Hehn in Fremde Frauen küsst man nicht, in Am Anfang war die Eifersucht mit Stephan Schwartz, neben Dieter Pfaff und Rita Russek in Ein Vater zum Verlieben (2001) und an der Seite von Friedrich von Thun in Unser Papa, das Genie (2002).
Weitere Filmrollen hatte Thomalla in dem vielfach ausgezeichneten Jugenddrama Bis aufs Blut – Brüder auf Bewährung (2010), wo sie die Mutter eines drogenabhängigen Jugendlichen aus Würzburg spielt, der nach einem Drogendeal ins Gefängnis muss. In der Sat.1-Fernsehkomödie Bei manchen Männern hilft nur Voodoo (2010) spielte sie die Figur der Doris Günther, die von ihrem Mann mit Psychopharmaka unterdrückt wird. In dem ZDF-Fernsehfilm Familie Fröhlich – Schlimmer geht immer (2010) war sie an der Seite von Jürgen Tarrach als Ehefrau eines Arbeitslosen zu sehen, die die Familie mit abendlichen Verkaufsveranstaltungen über Wasser zu halten versucht. Unter der Regie von Thomas Nennstiel übernahm sie in dem ARD-Fernsehfilm Die Erfinderbraut (2013) die Titelrolle der Putzfrau Alexandra Fuchs, die dem von Ulrich Noethen verkörperten Geschäftsmann Gregor Sand ihre Erfindung, ein Haltbarkeitsmesser für Lebensmittel, vorstellen will. Im selben Jahr spielte sie neben Sven Martinek in Nach all den Jahren eine Schriftstellerin.
Im Mai 2008 hatte Thomalla in der 700. offiziellen Tatort-Folge Todesstrafe ihr Debüt als Tatort-Ermittlerin und bildete bis 2015 in 21 Folgen mit Martin Wuttke das Leipziger Ermittlerduo Saalfeld und Keppler für den Tatort des MDR.
Seit Juni 2011 ist sie in der ZDF-Fernsehserie Frühling in der Hauptrolle der Dorfhelferin Katja Baumann zu sehen.
Thomalla nahm gemeinsam mit Andrea Berg und Birgit Schrowange eine Coverversion von Herbert Grönemeyers Männer auf, die im Januar 2013 auf Bergs Abenteuer – 20 Jahre veröffentlicht wurde.
Von Februar bis April 2025 war sie zusammen mit Evgeny Vinokurov Teilnehmerin der 18. Staffel der RTL-Tanzshow Let’s Dance, wo sie von 14 Teilnehmenden den achten Platz erreichte.

## Filmografie

### Kino
- 1983: Romeo und Julia auf dem Dorfe
- 1988: In einem Atem
- 1989: Zwei schräge Vögel
- 1990: Die Sprungdeckeluhr
- 1992: Cosimas Lexikon
- 2010: Bis aufs Blut – Brüder auf Bewährung

### Fernsehen
- 1982: Abgefunden (Fernsehfilm)
- 1988: Polizeiruf 110: Der Mann im Baum (Fernsehreihe)
- 1989: Immensee (Fernsehfilm)
- 1990: Die kriegerischen Abenteuer eines Friedfertigen (Fernsehfilm)
- 1991: Der Zwerg im Kopf (Fernsehfilm)
- 1993: Durchreise – Die Geschichte einer Firma (sechsteiliger Fernsehfilm)
- 1993–1995: Ein Bayer auf Rügen (Fernsehserie, 24 Folgen)
- 1993–1995: Unser Lehrer Doktor Specht (Fernsehserie, 10 Folgen)
- 1994: Das Phantom – Die Jagd nach Dagobert (Fernsehfilm)
- 1994: Liebe am Abgrund (Fernsehfilm)
- 1994–1997: Frauenarzt Dr. Markus Merthin (Fernsehserie, 25 Folgen)
- 1996: Mona M. – Mit den Waffen einer Frau (Fernsehserie, 14 Folgen)
- 1997: Das Recht auf meiner Seite (Fernsehfilm)
- 1997–1999: Ärzte: Kinderärztin Leah (Fernsehserie, 6 Folgen)
- 1998: Wie eine Spinne im Netz (Fernsehfilm)
- 1998: Blutjunge Liebe – und keiner darf es wissen (Fernsehfilm)
- 1998: Tatort: Berliner Weiße (Fernsehreihe)
- 1999: Am Anfang war der Seitensprung (Fernsehfilm)
- 1999: Männer aus zweiter Hand (Fernsehfilm)
- 1999: Tatort: Bienzle und die blinde Wut
- 2000: Anna H. – Geliebte, Ehefrau und Hure (Fernsehfilm)
- 2000: Der letzte Zeuge (Fernsehserie, 2 Folgen)
- 2000–2005: Siska (Fernsehserie, 2 Folgen)
- 2000–2006: Der Alte (Fernsehserie, 2 Folgen)
- 2001: Fremde Frauen küsst man nicht (Fernsehfilm)
- 2001: Am Anfang war die Eifersucht (Fernsehfilm)
- 2001: Ein Vater zum Verlieben (Fernsehfilm)
- 2002: Unser Papa, das Genie (Fernsehfilm)
- 2003: Der kleine Mönch (Fernsehserie)
- 2003: Mama macht’s möglich (Fernsehfilm)
- 2003: Der Pfundskerl (Fernsehserie, Folge Mord im Zoo)
- 2004–2007: Ein Fall für den Fuchs (Fernsehserie, 6 Folgen)
- 2005: Der Ferienarzt (Fernsehserie, Folge ... auf Teneriffa)
- 2005: Brücke zum Herzen (Fernsehfilm)
- 2005: La Dolce Rita (Fernsehfilm)
- 2005: Donna Leon – Beweise, dass es böse ist (Fernsehreihe)
- 2005: Der Bulle von Tölz: Der Weihnachtsmann ist tot (Fernsehreihe)
- 2006: Alarm für Cobra 11 – Die Autobahnpolizei (Fernsehserie, Folge Das Versprechen)
- 2006: Entführ’ mich, Liebling! (Fernsehfilm)
- 2007: Frühstück mit einer Unbekannten (Fernsehfilm)
- 2007: Ein Teufel für Familie Engel (Fernsehfilm)
- 2008–2015: Tatort, 21 Folgen – siehe Folgenliste des Ermittlerduos Saalfeld und Keppler
- 2009: Liebe macht sexy (Fernsehfilm)
- 2010: Die Rosenheim-Cops (Fernsehserie, zwei Folgen)
- 2010: Bei manchen Männern hilft nur Voodoo (Fernsehfilm)
- 2010: Familie Fröhlich – Schlimmer geht immer (Fernsehfilm)
- 2010: Aschenputtel (Fernsehfilm)
- seit 2011: Frühling  (55 Folgen als Katja Baumann – siehe Episodenliste)
- 2013: Die Erfinderbraut (Fernsehfilm)
- 2013: Nach all den Jahren (Fernsehfilm)
- 2014: Sprung ins Leben (Fernsehfilm)
- 2018: Doppelzimmer für drei (Fernsehfilm)
- 2024: Das Traumschiff: Phuket (Fernsehreihe)
- 2025: Doppelhaushälfte (Fernsehserie, Folge Tausend Mal berührt)

## Theater
- 1987: Rosa Laub (Metropol Theater Berlin)
- 1988: Kabale und Liebe (Staatsschauspiel Dresden)
- 1989: Frühlings Erwachen (Staatsschauspiel Dresden)
- 2017:	Wunschkinder (Renaissance-Theater Berlin)
- 2018:	Wer hat Angst vor Virginia Woolf? (Renaissance-Theater Berlin)
- 2019–2020: Extrawurst	(Renaissance-Theater Berlin)

## Hörbücher
- 2007 – Irene Rodrian: Küsschen für den Totengräber. Tandem Verlag (CD, 66 min)
- 2009 – Joy Fielding: Am seidenen Faden. Random House Audio, Köln, ISBN 978-3-8371-0092-1 (gekürzt, 4 CDs, 280 min)
- 2009 – Kathy Reichs Das Grab ist erst der Anfang. Random House Audio, Köln, ISBN 978-3-8371-0222-2 (gekürzt, 6 CDs, 419 min)